# Friesach (Gemeinde Friesach)

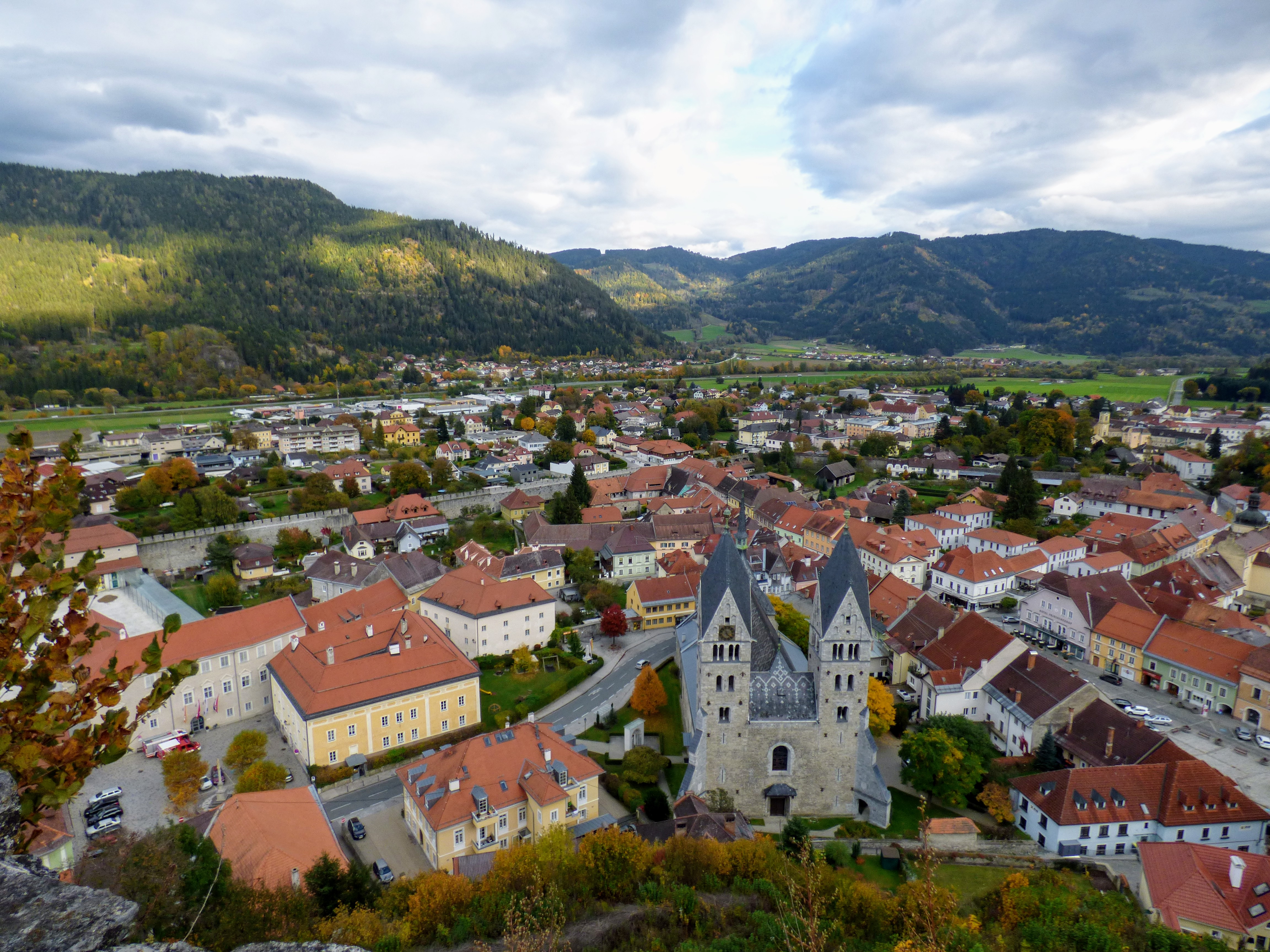
Blick vom Petersberg

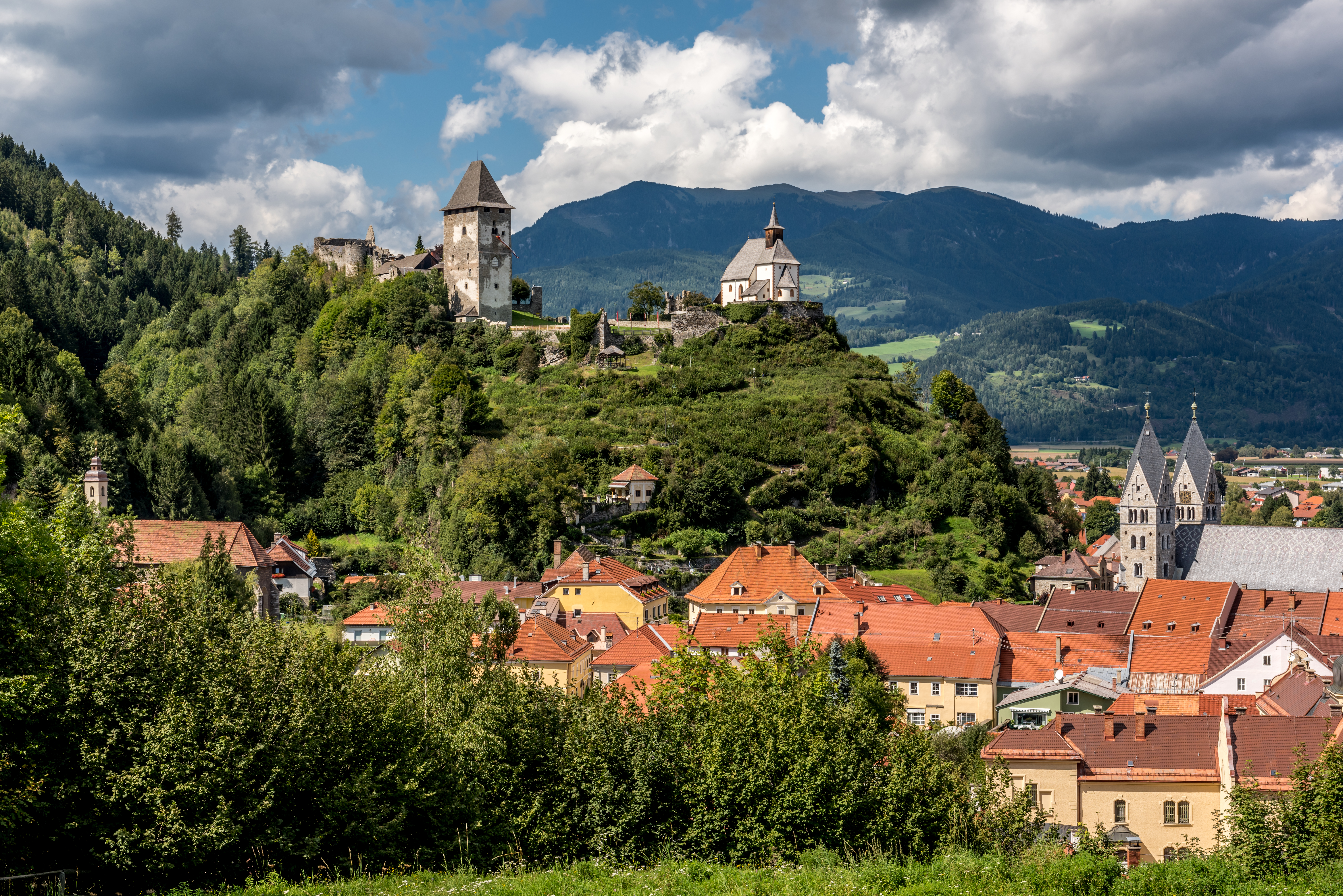
Blick zum Petersberg

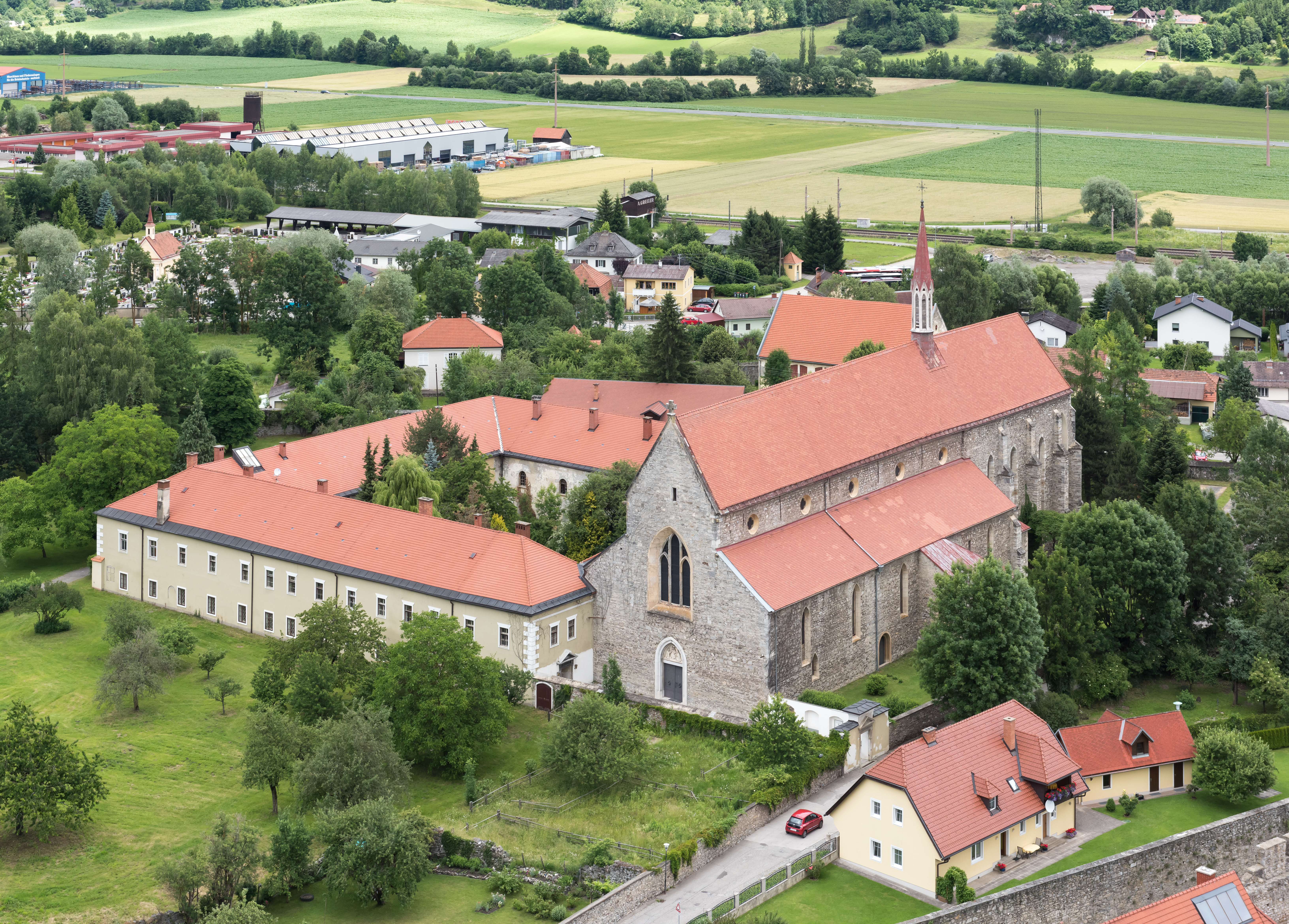
Dominikanerkloster

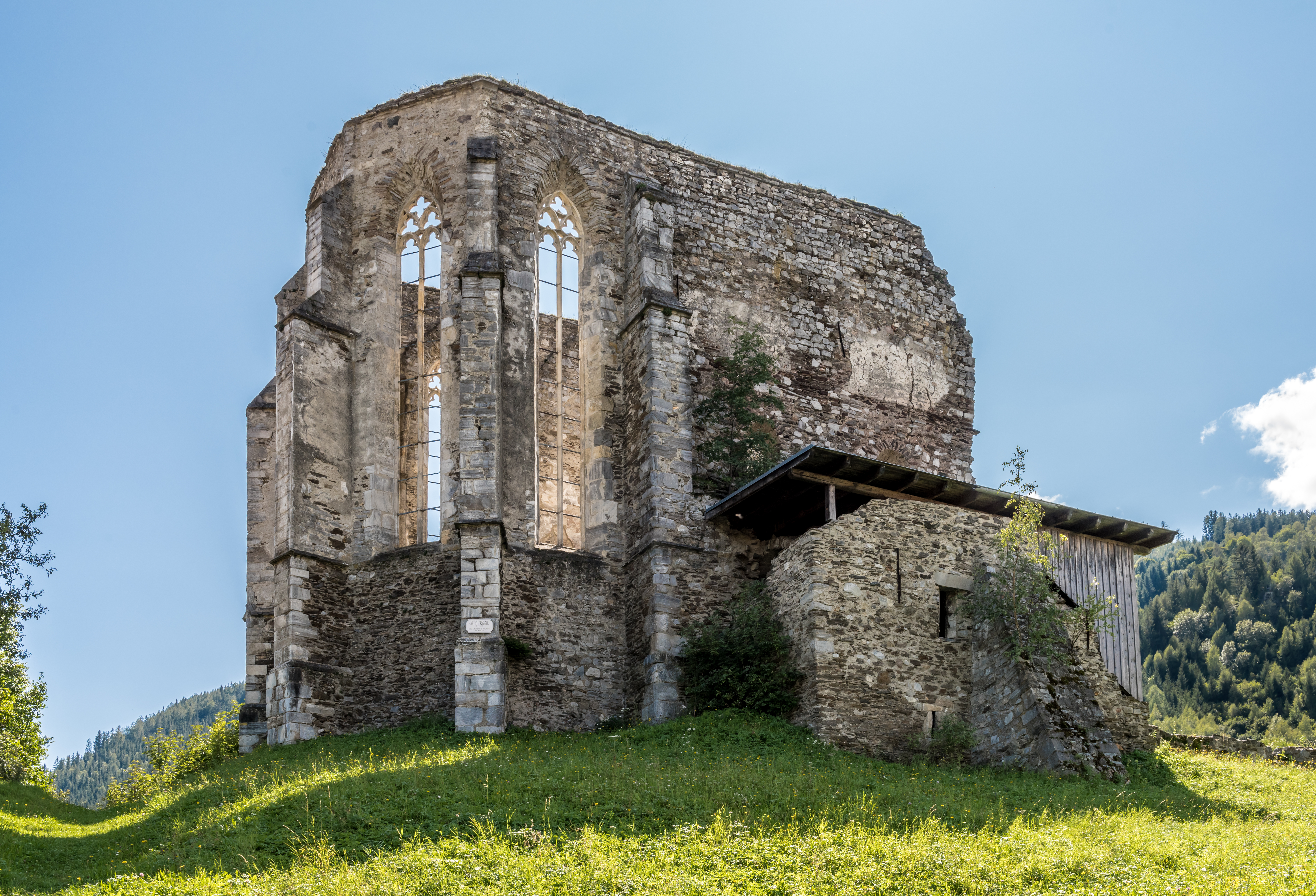
Propsteikirchenruine Virgilienberg

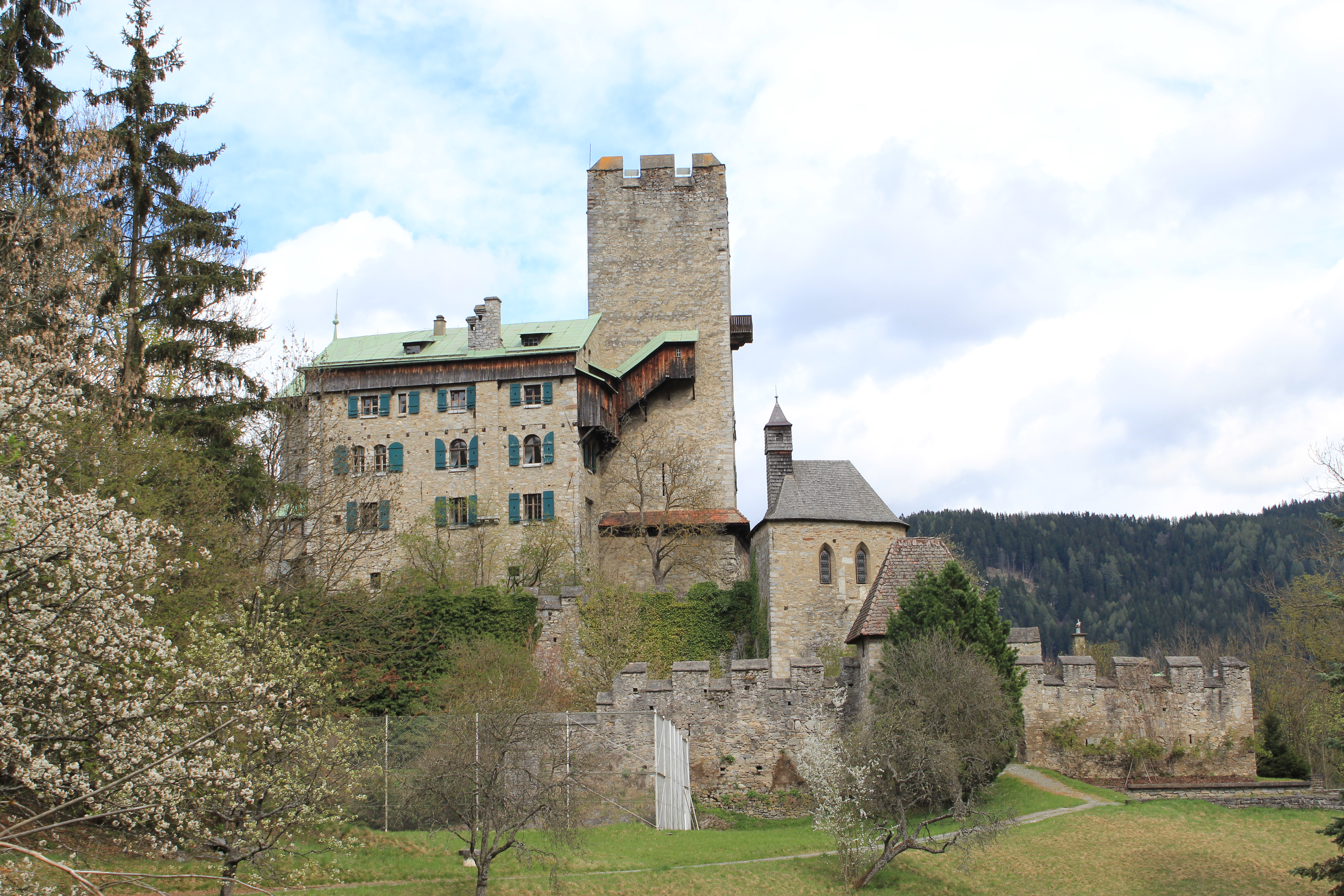
Burg Geyersberg

Friesach ist eine Ortschaft und Hauptort der Gemeinde Friesach im Bezirk Sankt Veit an der Glan in Kärnten (Österreich). Die Ortschaft hat 1944 Einwohner (Stand 1. Jänner 2024). Sie liegt auf dem Gebiet der Katastralgemeinde Friesach.

## Lage
Die Ortschaft liegt im Norden des Bezirks Sankt Veit an der Glan an einer alten Straßenverbindung vom Donauraum zur Adria. Das Stadtzentrum liegt rechts der Metnitz am Rand des Friesacher Felds und am Fuß des Mödringbergzugs. Heute erstreckt sich der Ort über fast die gesamte Breite des Friesacher Felds und ist mit den Nachbarortschaften Engelsdorf im Norden und Olsa im Osten zusammengewachsen.

## Geschichte
Die römische Reichsstraße von Aquileia am Golf von Triest nach Lauriacum (dem heutigen Enns) verlief über das heutige Ortsgebiet von Friesach. Eine antike Siedlung auf dem Friesacher Petersberg wird vermutet, kann jedoch keine große Bedeutung gehabt haben.
Im Jahr 860 schenkte Ludwig der Deutsche dem Erzbistum Salzburg einen Hof ad Friesah, wahrscheinlich an der Stelle des heutigen Fürstenhofes. 927 wird eine Kirche genannt. Am vielleicht schon zuvor befestigten Petersberg wurde im 11. Jahrhundert die Burg Petersberg errichtet. Im Investiturstreit war Friesach jahrelang umkämpft. Nachdem hier im 11. und 12. Jahrhundert ein Salzburger Markt im Norden und ein Gurker Markt im Süden nebeneinander bestanden hatten, wurde Friesach 1180 zur Gänze salzburgisch; die beiden Marktsiedlungen wuchsen zusammen, wodurch auch der Bereich des heutigen Hauptplatzes dicht besiedelt wurde. 1215 wird Friesach als Stadt genannt und ist damit die älteste Stadt Kärntens, auch wenn eine formelle Stadtrechtsverleihung erst 1339 erfolgte.
In der ersten Hälfte des 13. Jahrhunderts erlebte die Stadt ihre Blütezeit und war damals die zweitgrößte Stadt im Salzburger Gebiet und die bedeutendste Stadt im heutigen Kärnten. Friesach war ein bedeutendes Handelszentrum am Weg von Österreich nach Venedig geworden. Hier wurde der Friesacher Pfennig geprägt und es siedelten sich jüdische Bankiers an. Im letzten Viertel des 13. Jahrhunderts wurde die Stadt gleich dreimal eingenommen und teils zerstört. Die heute noch gut erhaltene Stadtbefestigung mit der 11 m hohen Stadtmauer und 15 m breitem Wassergraben entstand erst danach und ersetzte ältere Befestigungsanlagen, die ein deutlich ausgedehnteres Gebiet als die heutige Altstadt umschlossen hatten.
Allmählich verlor Friesach an Bedeutung: die Habsburger, an die 1335 weite Teile Kärntens gefallen waren, förderten ihre eigenen Städte; die Salzburger gaben ihre Ansprüche auf das Herzogtum Kärnten auf, womit das weiter in ihrem Besitz befindliche Friesach für sie in eine Randlage rückte und an Bedeutung verlor und von den Bischöfen von Salzburg – und in Folge auch von jenen von Lavant – nicht mehr als Residenz genutzt wurde; und die Vertreibung der Juden 1404 führte zum Niedergang des Bankwesens.
Steuerakten von 1751 belegen, dass es damals folgende Handwerker und Gewerbetreibende in der Stadt gab: 4 Bäcker, 1 Lebzelter, 2 Fleischhauer, 8 Schuster, 3 Lederer, 3 Kürschner, 3 Handschuhmacher, 2 Sattler, 1 Riemer, 1 Weißgerber, 4 Schneider, 3 Weber, 1 Färber, 1 Huter, 2 Tischler, 1 Binder, 1 Drechsler, 2 Zimmermänner, 1 Maurer, 1 Schlosser, 1 Büchsenmacher, 5 Schmiede und Wagner, 1 Gürtler, 2 Kupferschmiede, 1 Glaser, 2 Grünhafner, 2 Schwarzhafner, 1 Seiler, 1 Kammmacher, 1 Seifensieder, 3 Kaufleute, 8 Weinwirte, 6 Bierwirte, 1 Rauchfangkehrer, 1 Arzt, 1 Apotheker und 2 Bader. Daneben gab es damals 4 Müllner und einige von geistlichen Grundherrschaften betriebene Tavernen.
Auch wenn es in Friesach selber keine Eisenverarbeitung gab, profitierten Einwohner der Stadt doch lange Zeit vom Eisenbergbau der Umgebung (St. Salvator, Olsa). Daher schwächte der Niedergang der Montanindustrie in der 2. Hälfte des 19. Jahrhunderts auch Friesach.
Auf dem Gebiet der Steuergemeinde Friesach gelegen, gehörte die Stadt in der ersten Hälfte des 19. Jahrhunderts zum Steuerbezirk Friesach. Seit Gründung der Ortsgemeinden nach den Reformen Mitte des 19. Jahrhunderts ist Friesach Hauptort der gleichnamigen Stadtgemeinde.
Am 16. September 1895 wurden mehr als 40 Häuser in Friesach durch ein Großfeuer beschädigt oder zerstört.

## Sehenswürdigkeiten
Weite Teile der Altstadt stehen unter Denkmalschutz und sind darüber hinaus in die Liste der nach der Haager Konvention geschützten Kulturgüter in Österreich aufgenommen.

### Burgen und Befestigungsanlagen
Gegen das Friesacher Feld hin wurde die Stadt durch die weithin erhaltene Stadtmauer mit breitem Wassergraben geschützt (siehe Stadtbefestigung Friesach).
Auf Erhebungen am Fuß des Mödringbergzugs wurden im Mittelalter Befestigungsanlagen errichtet, sodass die Stadt von Nord nach Süd von folgenden Burgen und Ruinen umrahmt wird:
- Burg Geiersberg
- Burg Lavant am niedrigeren Teil des Petersbergs
- Burg Petersberg mit 28 m hohem Bergfried, der das Stadtmuseum beherbergt, auf dem höchsten Teil des Petersbergs
- Ruine Rotturm
- Ruine der Propsteikirche am Virgilienberg, die mit der abgekommenen Propstei in die Stadtbefestigung einbezogen war

Seit 2009 wird am südlichen Ortsrand eine Burg nach mittelalterlichen Methoden errichtet und als Erlebnis Burgbau Friesach beworben.

### Sakralbauten
- Filialkirche St. Peter am Petersberg, burgkapellenähnlicher Bau aus dem 13. Jahrhundert
- Stadtpfarrkirche St. Barthlmä im Stadtzentrum, romanische Pfeilerbasilika des 12. Jahrhunderts
- Deutschordenskirche in der St. Veiter Vorstadt am südlichen Ortsrand, zurückgehend auf Kommende des Deutschen Ritterordens aus dem 13. Jahrhundert
- Dominikanerkirche nördlich des Stadtgrabens, aus dem 13. Jahrhundert; daneben das ehemalige Dominikanerkloster (ursprünglich bestand in Friesach das älteste Dominikanerkloster im deutschen Sprachraum; heutiger Bau erst aus dem 16. Jahrhundert)
- ehemaliges Dominikanerinnenkloster in der Neumarkter Vorstadt nördlich des Stadtzentrums (heutiger Bau aus dem späten 18. Jahrhundert)
- Heiligblutkirche am Bergfuß am westlichen Rand der Altstadt, heutiger Bau von Anfang des 14. Jahrhunderts, daneben Klosterruinen

## Bevölkerungsentwicklung
Für die Ortschaft ermittelte man folgende Einwohnerzahlen:
- 1869: 194 Häuser, 1482 Einwohner[4]
- 1880: 196 Häuser, 1567 Einwohner[5]
- 1890: 198 Häuser, 1661 Einwohner[6]
- 1900: 204 Häuser, 1849 Einwohner[7]
- 1910: 224 Häuser, 1928 Einwohner[8]
- 1923: 226 Häuser, 1925 Einwohner[9]
- 1934: 2175 Einwohner[10]
- 1951: 277 Häuser, 2778 Einwohner[11]
- 1961: 324 Häuser, 2477 Einwohner[12]
- 1971: 386 Häuser und 23 nicht ständig bewohnbare Häuser, 2394 Einwohner[13]
- 1981: 544 Häuser, 2325 Einwohner[14]
- 1991: 590 Häuser, 2366 Einwohner[15]
- 2001: 598 Gebäude (davon 449 mit Hauptwohnsitz) mit 1082 Wohnungen; 2238 Einwohner und 200 Nebenwohnsitzfälle; 961 Haushalte; 174 Arbeitsstätten, 32 land- und forstwirtschaftliche Betriebe[16]
- 2011: 618 Gebäude, 2066 Einwohner, 983 Haushalte, 207 Arbeitsstätten[17]
- 2021: 635 Gebäude, 1944 Einwohner, 974 Haushalte, 210 Arbeitsstätten[18]